# L’Amour Toujours
A L'Amour Toujours Gigi D'Agostino harmadik albuma. Ez a lemez hozta meg számára a nemzetközi áttörést, olyan slágerekkel mint a Bla Bla Bla, a The Riddle, az Another Way vagy a La Passion, vagy a L'Amour Toujours (I'll fly with you) és ez volt az első olyan lemeze ami Magyarországon is megjelent. Szintén ez volt az első dupla lemezes kiadványa, a korongok (tartalmuknak megfelelően) eltérő címeket kaptak. Az első lemez (Chansons For The Heart) a szívhez szóló, kellemesebb dalokat, míg a második (Beats For The Feet) a vad, táncolható szerzeményeket tartalmazza.

## Számlista

### CD1 (Chansons For The Heart)
1. Another way 6:02
2. L'amour toujours 6:56
3. Your love (Elisir) 5:33
4. The riddle 4:44
5. La passion 7:35
6. The way 6:42
7. Star 5:23
8. Bla bla bla (Drammentenza mix) 6:32
9. L'amour 3:31
10. Music 6:52
11. Passion 4:59
12. Bla bla bla 4:15

### CD2 (Beats For The Feet)
1. La dance 4:53
2. Movimento 4:53
3. La marche electronique 5:16
4. Cuba Libre 4:41
5. My dimension 6:36
6. The riddle (Instrumental) 4:05
7. Tekno jam 9:49
8. Coca e avana 3:18
9. Bla bla bla (Dark mix) 5:38
10. Elektro message 3:51
11. Fly 5:15

## Szerzők
- CD1/01 & 02: L. Di Agostino, P. Sandrini, C. Montagner & D. Leoni – Media Songs Srl./Warner Bros Music Italy Srl.
- CD1/03: L. Di Agostino, P. Sandrini & D. Leoni – Media Songs Srl./Warner Bros Music Italy Srl.
- CD1/04 & CD2/06: Nick Kershaw – Ed. SIAE
- CD1/05: L. Di Agostino, P. Sandrini, C. Montagner & Jacno – Media Songs Srl./Warner Bros Music Italy Srl.
- CD1/06: T. Scalzo – Ed. Bible Black/Ascap
- CD1/07: L. Di Agostino, P. Sandrini, A. Remondini & D. Leoni – Media Songs Srl./Warner Bros Music Italy Srl.
- CD1/08: L. Di Agostino, A. Remondini & G. Bortolotti – Media Songs Srl./Warner Bros Music Italy Srl.
- CD1/09, 12, CD2/04, 09, 10 & 11: L. Di Agostino – Media Songs Srl./Warner Bros Music Italy Srl.
- CD1/10: L. Di Agostino, M. Scalambrin, R. Ferri, M. Picotto & R. Guiotto – Media Songs Srl./Warner Bros Music Italy Srl.
- CD1/11, CD2/01, 03, 07 & 08: L. Di Agostino & P. Sandrini – Media Songs Srl./Warner Bros Music Italy Srl.
- CD2/02 & 05: L. Di Agostino & A. Remondini – Media Songs Srl./Warner Bros Music Italy Srl.

## Közreműködők
- Adam Austin: Ének, vokál (The riddle, La passion, The way, Star)
- David Michael Johnson: Ének, vokál (Elisir)

## Kislemezek
- 1999 Bla Bla Bla
- 1999 The Riddle
- 1999 Another Way
- 1999 La Passion
- 2000 L'Amour Toujours (I'll Fly With You)